# انیو سالوادور
انیو سالوادور (ایتالیایی: Ennio Salvador؛ زادهٔ ۱۹ ژوئیهٔ ۱۹۶۰) دوچرخه‌سوار اهل ایتالیا است. وی در مسابقات تور دو فرانس شرکت کرده است.